# Calvin Davis
Calvin B. Davis (ur. 2 kwietnia 1972 w Eutaw, zm. 1 maja 2023) – amerykański lekkoatleta (sprinter i płotkarz), medalista olimpijski z 1996.
Początkowo specjalizował się w biegu na 400 metrów. Zdobył złoty medal w sztafecie 4 × 400 metrów na halowych mistrzostwach świata w 1995 w Barcelonie (biegła w składzie: Rod Tolbert, Davis, Tod Long, Frankie Atwater), a w biegu na 400 metrów zajął 6. miejsce.
W 1995 zaczął trenować bieg na 400 metrów przez płotki i szybko stał się jednym z czołowych zawodników amerykańskich w tej konkurencji. Na igrzyskach olimpijskich w 1996 w Atlancie zdobył w niej brązowy medal za swym rodakiem Derrickiem Adkinsem i Samuelem Matete z Zambii.
Później nie odnosił już takich sukcesów. Odpadł w półfinale biegu na 400 metrów przez płotki na mistrzostwach świata w 2001 w Edmonton, a na Igrzyskach Dobrej Woli w 2001 w Brisbane zajął w tej konkurencji 6. miejsce.
Davis był wicemistrzem Stanów Zjednoczonych (AAU) w biegu na 400 metrów przez płotki w 2001 i brązowym medalistą w 1996 oraz brązowym medalistą w biegu na 400 metrów w 1994. Był również akademickim mistrzem USA (NCAA) w biegu na 400 metrów w 1993 i w hali na 400 metrów w 1994.
Rekordy życiowe Davisa:
| Konkurencja                     | Data i miejsce              | Wynik |
| ------------------------------- | --------------------------- | ----- |
| bieg na 400 metrów              | 4 czerwca 1993, Nowy Orlean | 45,04 |
| bieg na 400 metrów (hala)       | 31 stycznia 1997, Boston    | 46,14 |
| bieg na 400 metrów przez płotki | 31 lipca 1996, Atlanta      | 47,91 |